# Rila Point
Rila Point (in lingua bulgara: носът Рила, nosat Rila) è una piccola punta libera dal ghiaccio, situata sulla costa della Moon Bay, che si estende per 330 m in direzione ovest-nordovest dalla Penisola Burgas, nell'Isola Livingston, delle Isole Shetland Meridionali, in Antartide, e che forma il fianco orientale dell'entrata alla Bruix Cove.
La denominazione è stata assegnata in riferimento al massiccio dei monti Rila in Bulgaria.

## Localizzazione
La lingua di terra è posizionata alle coordinate 62°37′12.5″S 59°58′20.5″W, 3,2 km a nordovest del Delchev Peak, 8,75 km a ovest del Renier Point, 7,4 km a est dell'Atanasoff Nunatak, 4,3 k a nord-nordest del Plovdiv Peak e 3,51 km a sudovest dell'Isola Half Moon.
Indagine topografica bulgara: Tangra 2004/05. Mappatura britannica del 1968, cilena del 1971, argentina del 1980, spagnola del 1991, bulgara del 2005, 2009 e 2012.

## Mappe
- South Shetland Islands. Scale 1:200000 topographic map No. 3373. DOS 610 – W 62 58. Tolworth, UK, 1968.
- Islas Livingston y Decepción.  Mapa topográfico a escala 1:100000.  Madrid: Servicio Geográfico del Ejército, 1991.
- S. Soccol, D. Gildea and J. Bath. Livingston Island, Antarctica. Scale 1:100000 satellite map. The Omega Foundation, USA, 2004.
- L.L. Ivanov et al., Antarctica: Livingston Island and Greenwich Island, South Shetland Islands (from English Strait to Morton Strait, with illustrations and ice-cover distribution), 1:100000 scale topographic map, Antarctic Place-names Commission of Bulgaria, Sofia, 2005
- L.L. Ivanov. Antarctica: Livingston Island and Greenwich, Robert, Snow and Smith Islands. Scale 1:120000 topographic map. Troyan: Manfred Wörner Foundation, 2010. ISBN 978-954-92032-9-5 (First edition 2009. ISBN 978-954-92032-6-4)
- Antarctic Digital Database (ADD). Scale 1:250000 topographic map of Antarctica. Scientific Committee on Antarctic Research (SCAR). Since 1993, regularly upgraded and updated.
- L.L. Ivanov. Antarctica: Livingston Island and Smith Island. Scale 1:100000 topographic map. Manfred Wörner Foundation, 2017. ISBN 978-619-90008-3-0